# 32 Batalion Łączności (27 DP)
32 batalion łączności (32 bł) – samodzielny pododdział  łączności ludowego Wojska Polskiego.
Batalion sformowany został w 1951 na bazie plutonu kompanii szkolnej 36 batalionu łącznościwg etatu 2/135. Organizował się w garnizonie Zgorzelec, w składzie 27 Dywizji Piechoty. Rozwiązany w 1955.

## Struktura organizacyjna
- dowództwo
- kompania dowodzenia (pluton telefoniczno-telegraficzny, pluton radiowy i drużyna ruchomych środków łączności)
- kompania telefoniczno-kablowa (dwa plutony)
- kompania szkolna
- warsztaty i magazyn techniczny

Stan osobowy liczył 154 żołnierzy i 11 pracowników cywilnych. Kompania miała być wyposażona w sześć radiostacji (etat 2/134).